# معاهده استانبول (۱۷۳۶)
معاهده استانبول پیمانی بود میان دولت افشاریان ایران و دولت عثمانی که در ۲۴ سپتامبر ۱۷۳۶ به امضا رسید.

## زمینه برای پیمان
معاهده احمد پاشا که در سال ۱۷۳۲ میان دو کشور به امضا رسیده بود، مورد اعتراض هر دو دولت بود.نادر شاه افشار پس از اینکه شاه تهماسب دوم پذیرفت که کنترل قفقاز را به عثمانی بدهد، وی را برانداخت و به حکومت رسید و در صدد پس گیری منطقه برآمد. از طرف دیگر سلطان مراد چهارم عثمانی، قصد گرفتن کنترل تبریز را داشت.

## جنگ
مدتی پس از معاهده احمد پاشا، نادر شاه افشار لشکرکشی به عراق و قفقاز را آغاز کرد. سپاه ایران افشاری توانست بخش‌هایی از عراق از جمله کرکوک را تصرف کند و در قفقاز نیز توانست عثمانیان را مجبور به ترک تفلیس و ایروان کند. سرانجام این جنگ منجر به عقد پیمان میان دو طرف گردید.
فرمانده ایران در  این جنگ نادرشاه افشار بود و فرمانده نیرو های عثمانی توپال پاشا بود

## موارد قرارداد
صحبت‌های اولیه میان این دو فرقه اسلام توسط میرزا محمد (طرف ایرانی) و علی پاشا (طرف عثمانی) در ایران انجام گرفت ولی مرحله دوم آن به استانبول موکول شد. طبق این معاهده:
1. قفقاز به ایران واگذار گردید.
2. دولت عثمانی پذیرفت که زائران ایرانی به سفر حج بروند.
3. دولت عثمانی، نادر شاه افشار را کاملاً به رسمیت شناخت.